# Rasterfolie

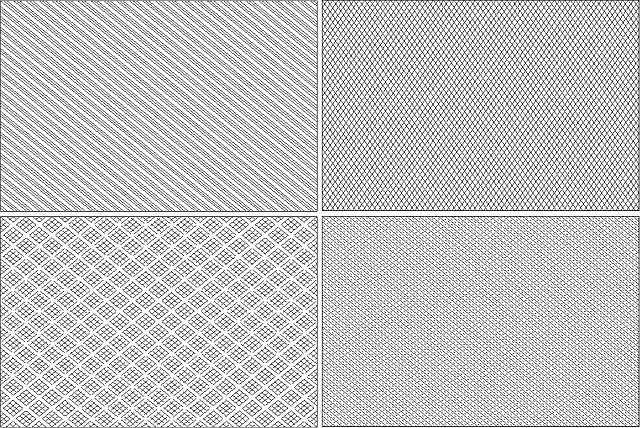
Rasterfolien

Eine Rasterfolie (engl. Screentone) ist eine transparente, meist selbstklebende Folie mit einem meist in nur einer Farbe aufgedruckten Raster. Mit ihr lassen sich wegen ihrer eng aneinander liegenden Farbpunkte Schattierungen, Muster und Halbtöne durch Zuschnitt und Auftrag in eine Grafik einfügen. Arbeitsmittel ist hierbei ein Skalpell. 
Am Computer lassen sich diese Effekte mit maskierten Ebenen (Layering) oder als Muster des Füllwerkzeugs in Bildbearbeitungsprogrammen erzielen. Auch der Erwerb bzw. Download von verschiedenen vorgefertigten Rastern sowie ihre Anpassung oder Zusammenstellung in einer Bibliothek für jederzeitigen Zugriff ist in Bildbearbeitungsprogrammen möglich.
Wie Farbtuben sind auch die Muster von Rasterfolien nummeriert und können unter Angabe der Musternummer bestellt und gehandelt werden.
Rasterfolien sind sehr beliebt bei Mangakas, da mit ihnen ein Farb- und Textureindruck auch im für Manga traditionellen Schwarzweiß-Druck erzeugt werden kann. Die klare Linienführung einer per Hand sauber ausgeführten Tuschezeichnung erhält mit der präzisen Regelmäßigkeit des gedruckten Rasters eine höhere Wertigkeit, bei der die per Zeichnung und per Druck ausgeführten Bildteile nicht mehr voneinander zu unterscheiden sind. Mit der immer preisgünstigeren Verfügbarkeit von digitalen Möglichkeiten bewegt sich die Manga-Kunst in Richtung digitales Layering; die saubere Ausführung der Kunst wird dem Computer überlassen. Wenige Mangaka der älteren Generationen rastern noch mit der Rasterfolie.
Früher wurden oft Rasterfolien in Bereichen der Grafik verwendet, wo im Druck nur eine oder zwei Farben zur Verfügung standen, um Druckerzeugnisse preisgünstig zu halten. Heute sieht man Raster meist in Comics, Mangas oder in Pop-Art-Bildern.